# 活塞

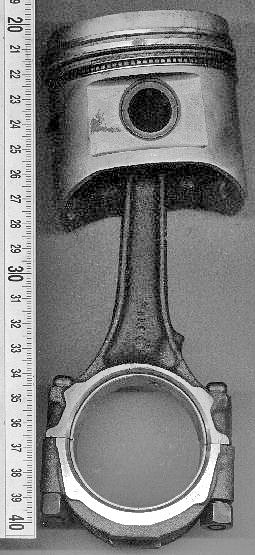
活塞+活塞桿

活塞是在氣缸內滑動的中空圓柱，活塞的外徑約等於氣缸的內徑。功能是改變氣缸包圍的容積，或是傳遞氣缸內流體所施加的壓力。活塞與燃燒之高壓氣體接觸，承受混合氣爆炸時之衝擊壓力，並且以甚高之速度在汽缸中往復運動，而與汽缸壁之間快速的相對運動摩擦。

## 內燃機
大多數在氣缸內的活塞上有活塞環。通常是兩個氣密環，一個刮油環。活塞頭可能是平的、突出、特殊形狀。活塞毛坯可以用鍛造、鑄造的方式來生產。二行程活塞跟活塞桿，是分開組裝的，只是個桿子，四行程的活塞桿和活塞下部是一體的，稱做活塞桿。

## 產生動力的方式
二衝程一循環、四衝程一循環。

## 外燃機
蒸汽機是另一型式的活塞式引擎。“鞲鞴”一词特指蒸汽机上的活塞。